# Blod er tykkere end vand
"Blod er tykkere end vand" er et ordsprog, der betyder, at familierelationer er vigtigere og mere holdbare end  andre relationer.

## Historie
Tilsvarende ordsprog i tysk dukkede første gang op i en anden form i den middelalderlige tyske dyrefabel Reinhart Fuchs (c. 1180; engelsk: Reynard Fox) af Heinrich der Glîchezære. Manuskriptet, der stammer fra det 13. århundredes Heidelberg, lyder i uddrag: "av hoer ich sagen, das sippe blůt von wazzere niht verdirbet" (linjer 265-266). På dansk: "jeg hører det også sagt, at familie-blod ikke fordærves af vand". Det kan hentyde til, at søfartens udvikling havde gjort, at familiemæssige bånd eller forpligtelser også gjaldt over længere distancer.
I 1412, observerede den engelske præst John Lydgate i digtet Troy Book: "For blod vil naturligt blive/ tiltrukket af blod hvor det kan findes."
I 1670 blev den moderne version af ordsproget  inkluderet i John Rays ordsprogssmling Proverbs, og senere dukkede den op i Sir Walter Scotts roman Guy Mannering (1815) og i den engelske reformator Thomas Hughes' Tom Brown's School Days (1857).
Udtrykket blev først registreret i USA i Journal of Athabasca Departmen (1821). Den 25. juni 1859 gjorde den amerikanske flådekommandør Josias Tattnall dette mundheld til en del af USA's historie, da han brugte det til at forklare, hvorfor han havde givet støtte til den britiske eskadre i et angreb på Taku Forts ved mundingen af floden Hǎi Hé, og derved opgive den strenge amerikanske neutralitetspolitik.

## Andre fortolkninger
Moderne kommentatorer, herunder forfatteren Albert Jack, hævder at den oprindelige betydning af udtrykket var, at de bånd mellem mennesker, der har lavet gennem en blodpagt var stærkere end bånd skabt i livmoderens fostervand. Men ingen kendte historiske kilder understøtter dette.
Brugen af ordet "blod" til at henvise til nærmeste pårørende eller familiære relationer har rødder helt tilbage til den græske og romerske traditioner.. Denne brug af begrebet, var udbredt i den engelsktalende verden i det mindste så tidligt som i midten af 1300-tallet. Fordi engelsktalende omkring det tidspunkt, ville have forstået ordet "blod" som en henvisning til familien, er det sandsynligt, at brugen af "blod" i udtrykket "blod er tykkere end vand" ville også have været forstået af engelsk som modersmål, der henviser til familien. 

## I nyere kultur
Senere behandlede Aldous Huxley i Ninth Philosopher's Song (1920) ordsproget anderledes, idet han skrev: "Blod er, som alle mænd ved, tykkere end vand / Men vand er, Herren være lovet, bredere end blod."
"Blood is Thicker Than Water" er:
- en serie af mixtapes, af Nu Jerzey Devil, Game (rapper), Dipset og Lil Wayne, produceret af DJ Haze.[8]
- et mixtape af Fredo Santana og Chief Keef .
- en sangtitel af Impaled Nazarene, fra 1994-albummet Suomi Finland Perkele.
- en sang titel af Black Label Society, fra albummet Shot to Hell
- en bog af A. W. Hoffmann, nu ude af print.[9][10]
- tatoveret på underarmen af basketballspilleren Trevor Ariza, dedikeret til hans lillebror, der faldt ud af et vindue, da han var 6 år gammel.[11]

"Thicker than water" er:
- et album og en sang fra 1997 af H2O
- en tatovering som M. Shadows fra bandet Avenged Sevenfold havde over sit bryst.[12]
- et tatoveringsstudie på 181 Avenue B i New York City.[13][14]
- den engelske oversættelse af navnet på en 2014 svenske TV-show, Tjockare än vatten.[15]
- en dokumentarfilm om surfing fra 2000, instrueret af singer/songwriter Jack Johnson og hans filmskoleven Chris Malloy.
- den 8. episode af den amerikanske TV-serie Under the Dome.
- den 1. episode af den amerikanske reality-TV-serie The Real Housewives of New Jersey.